# 1614 en philosophie
Chronologie de la philosophie
- 1610
- 1611
- 1612
- 1613
- 1614
- 1615
- 1616
- 1617
- 1618

L’année 1614 a été marquée, en philosophie, par les événements suivants :

## Publications
- Giovanni Botero : Discorso della lega contro il Turco, Turin, 1614 (lire en ligne).

## Naissances
- Charles Le Marquetel de Saint-Denis, seigneur de Saint-Évremond, ondoyé le 5 janvier 1614 et baptisé le 20 janvier 1616 à Saint-Denis-le-Gast (aujourd'hui dans la Manche) et mort le 29 septembre 1703 à Londres, est un moraliste et critique libertin français.

- 12 octobre à Grantham, Lincolnshire : Henry More est un philosophe anglais de l'école des Platoniciens de Cambridge, mort le 1er septembre 1687 à Cambridge.